# Annie Lee Cooper
Annie Lee Wilkerson Cooper (2 juin 1910 - 24 novembre 2010) est une militante afro-américaine des droits civiques qui participe aux marches de Selma à Montgomery en 1965. Elle est surtout connue pour avoir frappé le shérif du comté de Dallas, Alabama, Jim Clark. C'est l'un des épisodes de la violence de la ségrégation dans les états du Sud envers les Afro-Américains pour leur interdire l'inscription sur les listes électorales et donc de voter, notamment en Alabama malgré la promulgation du Civil Rights Act de 1964 signée le 2 juillet 1964, par le président des États-Unis Lyndon B. Johnson, mettant fin à toutes formes de ségrégations, de discriminations reposant sur la race, la couleur, la religion, ou l’origine nationale.

## Biographie

### Jeunesse
Annie Lee Cooper naît le 2 juin 1910 sous le nom d'Annie Lee Wilkerson à Selma (Alabama), capitale du coton. C'est l'une des dix enfants de Lucy Jones et Charles Wilkerson Sr. À l'âge de douze ou treize ans, Cooper abandonne l'école et s'installe au Kentucky pour vivre avec une sœur aînée.    

### Un droit de vote garanti par la Constitution?
C'est là qu'elle découvre que selon le Quinzième amendement de la Constitution des États-Unis de 1870,  le droit de vote des Afro-Américains est un droit constitutionnel.   

### Les entraves au droit de vote
Mais pour entraver les nouveaux droits des Afro-Américains les États du sud utilisent deux dispositifs, le premier est un dispositif d'intimidation par le terrorisme avec le Ku Klux Klan (KKK), l'autre légal, réglementaire : les lois Jim Crow issues des Black Codes. Ces lois dites Jim Crow désignent les différentes lois que les états du Sud et d'autres ont mis en place pour entraver l'effectivité des droits constitutionnels des Afro-Américains, elles commencent en 1877 après la période dite de la Reconstruction. Le terme Jim Crow trouve son origine dans la culture populaire américaine par une chanson de 1828, Jump Jim Crow , imitation caricaturale et raciste d'un esclave afro-américain créée par l'auteur Thomas Dartmouth « Daddy » Rice (1808–1860).

#### L'arrêtHall v. DeCuiret la légalisation de la ségrégation
Les Lois Jim Crow vont pouvoir légalement se développer grâce à un arrêt de la Cour suprême. Tout commence sur un bateau à vapeur le Governor Allen qui relie La Nouvelle Orléans dans la Louisiane à Vicksburg dans le Mississippi. Monsieur Benson, propriétaire et capitaine du bateau entre en conflit avec l'une de ses passagères madame DeCuir, une Afro-Américaine. Cette dernière, pour se reposer, désire utiliser une cabine réservée aux Blancs, Benson le lui interdit, il lui dit qu'elle doit se rendre dans la galerie des cabines réservées aux personnes de couleur. Or, cette injonction ségrégative est contraire au XIVe amendement ratifié par la Louisiane, d'autant plus que le bateau, naviguant sur le Mississippi et donc traversant plusieurs états, son règlement ne saurait dépendre des diverses lois ségrégationnistes édictées par les états traversés mais des seules décisions du Congrès de Washington. Pour savoir si la décision de la compagnie fluviale est constitutionnelle, monsieur Hall, qui reprend le litige après le décès du capitaine Benson, présente en 1870 l'affaire à la Cour suprême, c'est le cas Hall v. DeCuir. En 1877, la Cour suprême rend enfin son arrêt. Dans ses attendus, la Cour suprême constate que le Mississippi traverse des états dont certains n'ont pas ratifié le XIVe amendement, donc en toute logique, une compagnie de transport inter-états devrait se soumettre à différentes lois contradictoires, ainsi selon l'état traversé la discrimination ira jusqu'à refuser l’accès d'une personne de couleur, selon un autre ce sera la mixité et enfin dans un dernier cas la ségrégation. Devant ce qui apparaît comme une entrave à la libre circulation des entreprises de transports en commun, la Cour suprême arrête qu'à partir du moment où une compagnie de transport en commun ouvre le même service à ses clients blancs comme de couleur mais dans des compartiments, des cabines, des places séparées, cela est conforme à la Constitution. Cet arrêt ouvre la porte à la ségrégation raciale et aux différentes lois Jim Crow qui vont imposer la ségrégation non seulement dans les transports en commun (bateaux, trains, diligences, etc.) mais dans l'ensemble des espaces et des services publics comme les écoles, les restaurants, les toilettes, les hôpitaux, les églises, les bibliothèques, les manuels scolaires, les salles d'attente, les salles de spectacles, les logements, les prisons, les pompes funèbres, les cimetières, un peu partout dans le sud vont fleurir des panneaux For White Only ,,,,.

#### Ségrégués de la naissance à la mort
Les lois Jim Crow limitent l'ensemble de la vie sociale, économique et politique des Afro-Américains de leur naissance jusqu'à leur mort. En rajoutant, à la ségrégation, des restrictions aux droits à la propriété, à établir son entreprise, à l'éducation, à se marier en dehors de sa "race", les interactions avec les blancs sont limités au strict nécessaire professionnel. Ces lois s'appliquent d'autant plus facilement que les juges et les forces de polices sont des Sudistes acquis aux thèses racistes et ségrégationnistes qui invalident tout recours, toute contestation. Pour éliminer le poids du vote des Afro-Américains dans les élections, quand le terrorisme du Klan ou de la White League est jugé insuffisant, dans certains comtés une taxe est créée pour avoir le droit de vote, puis se généralisent les tests pour vérifier l'aptitude intellectuelle à voter. Les questions sont d'une difficulté inhabituelle comparées à celles posées au Blancs, comme être capable de réciter la Constitution et ses différents amendements, ou bien les questions sont absurdes du genre « How many angels can dance on the head of a pin / Combien d'anges peuvent-ils danser sur la pointe d'une épingle ? »  ou « How many bubbles in a soap bar / Combien de bulles peut-on faire avec une savonnette ? ». Seule une minorité d'Afro-Américains arrive à voter et quand elle le fait, souvent, les représailles tombent, au mieux le fouet, au pire la pendaison sommaire ou l'exécution des votants et de leur famille,,,,.
En réalité, de nombreux États, en particulier ceux du Sud, s'opposent aux droits civiques des Noirs. Ils votent les lois Jim Crow issues des Black Codes,. Certains comtés créent une taxe pour avoir le droit de voter et inventent des tests pour vérifier l'aptitude intellectuelle des Noirs. Ils laissent le Ku Klux Klan (KKK) faire régner la terreur.    

### L'Alabama état ségrégationniste rebelle (1963 à 1965)
Le 2 juillet 1964, est promulgué le Civil Rights Act par le président des États-Unis Lyndon B. Johnson, mettant fin à toutes formes de ségrégations, de discriminations reposant sur la race, la couleur, la religion, ou l’origine nationale.
Cette loi est majeure pour faire disparaitre toutes les formes juridiques de ségrégation mais elle est aussi, l'ouverture à une société inclusive qui permettra une valorisation et une reconnaissance du rôle des Afro-Américains à la culture et aux sciences dans la société américaine. Des décisions vont se succéder pour renforcer le Civil Rights qui va se heurter dans son effectivité aux manœuvres dilatoires des États du Sud pour diminuer, voire neutraliser cette loi, déclenchant des manifestations qui virent aux émeutes du fait des violences exercées par les forces de police des États réfractaires. 
L'État le plus rebelle est celui de l'Alabama gouverné par George Wallace, partisan intransigeant de la ségrégation, qui s'était fait élire en 1963 avec le slogan « Ségrégation maintenant, ségrégation demain, ségrégation pour toujours »,.
Différentes manifestations vont se produire pour que l'Alabama renonce à ses lois ségrégatives pour se plier à la loi commune. Les manifestations auxquelles Cooper va participer vont se multiplier - notamment les marches de Selma à Montgomery - et être réprimées avec une extrême violence jusqu'en 1965 jusqu'aux interventions du FBI et de la garde nationale pour mettre fin aux réactions ségrégationnistes qui atteignent leur summum de barbarie avec le Bloody Sunday et les meurtres du Freedom Summer,,,,.

### Militante à Selma
Lorsqu'en 1962, Cooper retourne à Selma pour prendre soin de sa mère âgée. Elle est consternée de constater que bien qu'elle ait pu s'inscrire sur les listes électorales de la Pennsylvanie et de l'Ohio, elle se voit devant des barrières quasi infranchissables pour s'inscrire sur les listes électorales de l'Alabama. C'est alors qu'elle commence à participer au Civil Rights Movement et rejoint la Dallas County Voters League,,,. Sa première tentative d'inscription est refusée en raison de son échec à l'examen. La seconde fois, à l'occasion du premier Freedom Day organisé par le Student Nonviolent Coordinating Committee (SNCC) en 1963, elle fait la queue avec 400 personnes devant le palais de justice du Comté de Dallas. Son employeur la remarque et la renvoie de son emploi d'infirmière dans une maison de repos. Elle retrouve du travail ensuite comme commise au Torch Motel. 
En janvier 1965, Martin Luther King Jr et la Southern Christian Leadership Conference (SCLC) se rendent à Selma. Cooper fait une nouvelle fois la queue pendant des heures devant le Palais de justice du Comté de Dallas pour s'inscrire pour voter, et le shérif Jim Clark finit par ordonner à la foule de quitter les lieux et lance l'évacuation. Lors des échauffourées qui s'ensuivent, Clark pousse Cooper avec sa matraque jusqu'au moment où Cooper se retourne et frappe le shérif dans la mâchoire, le renversant. Ses adjoints plaquent alors Cooper au sol alors que Clark continue de la frapper à plusieurs reprises avec sa matraque,,. Cooper, accusée de « provocation criminelle » est escortée à la prison du Comté. Elle est détenue pendant 11 heures avant d'être autorisée à partir. Elle passe son temps d'incarcération à chanter des spirituals. Certains membres du service du shérif veulent l'accuser de tentative de meurtre. 
Propos rapportés de Martin Luther King sur cet épisode :

« This is what happened today: Mrs. Cooper was down in that line, and they haven’t told the press the truth about it. Mrs. Cooper wouldn’t have turned around and hit Sheriff Clark just to be hitting. And of course, as you know, we teach a philosophy of not retaliating and not hitting back, but the truth of the situation is that Mrs. Cooper, if she did anything, was provoked by Sheriff Clark.”
(Voilà ce qui s’est passé aujourd’hui : Mme Cooper était dans cette queue, et la vérité n’a pas été dite à la presse. Mme Cooper ne se serait pas retournée pour frapper le shérif Clark juste pour frapper. Comme vous le savez, nous avons pour philosophie de ne pas riposter, mais la vérité, c’est que Mme Cooper, si elle a fait quoi que ce soit, a été provoquée par le shérif Clark.) Martin Luther King »

À la suite des violentes répressions des marches de Selma, le Congrès des États-Unis promulgue le Civil Rights Act de 1964. Les lois Jim Crow et la ségrégation raciale sont abolis dans l'espace public et les services publics. Puis le Voting Rights Act de 1965 signé par Lyndon B. Johnson, interdit toute discrimination raciale dans l'exercice du droit de vote. Cooper devient une électrice inscrite dans son État d'origine,.

### Décès
Le 2 juin 2010, Annie Lee Cooper devient centenaire. Réfléchissant sur sa longévité, elle déclare : « Ma mère a vécu jusqu'à 106 ans, alors je peux peut-être vivre aussi longtemps ».   
Elle meurt le 24 novembre 2010 au Vaughan Regional Medical Center à Selma et repose au cimetière Lorenzo Harrison Memorial Gardens de Selma.

## Dans la culture populaire
Dans le film Selma de 2014 réalisé par Ava DuVernay, Cooper est interprétée par Oprah Winfrey,. Winfrey déclare qu'elle a interprété ce rôle « en raison de la grandeur d'Annie Lee Cooper et de ce que son courage signifiait pour tout un mouvement ».